# Świat według Jeffa Goldbluma
Świat według Jeffa Goldbluma (oryg. The World According to Jeff Goldblum) – amerykański serial dokumentalny z 2019 roku prowadzony przez Jeffa Goldbluma.
W serialu Goldblum podróżuje po świecie i odkrywa na nowo najprostsze rzeczy, które fascynują ludzi. Sneakersy, lody, kawa, tatuaże, kosmetyki to niektóre tematy, które porusza w swoim programie, spotykając się z ich pasjonatami.
Świat według Jeffa Goldbluma zadebiutował 12 listopada 2019 roku na Disney+. W Polsce pojawił się 14 czerwca 2022 roku. Otrzymał przeważnie pozytywne recenzje od krytyków.

## Emisja
Pierwszy sezon Świata według Jeffa Goldbluma zadebiutował 12 listopada 2019 roku na Disney+ w Stanach Zjednoczonych, w dniu uruchomienia serwisu. Kolejne odcinki sezonu pojawiały się co tydzień. Pierwszy sezon liczył dwanaście odcinków. Pierwsze pięć z dziesięciu odcinków drugiego sezonu pojawiło się 12 listopada 2021 roku, a kolejne pięć zadebiutowało 19 stycznia 2022 roku. W Polsce oba sezony pojawiły się 14 czerwca 2022 roku, równocześnie ze startem Disney+.

## Lista odcinków

### Sezon 1 (2019–2020)
| №  | Nr | Tytuł     | Tytuł polski | Premiera (Disney+) | Premiera w Polsce (Disney+) |
| -- | -- | --------- | ------------ | ------------------ | --------------------------- |
| 1  | 1  | Sneakers  | Sneakery     | 12 listopada 2019  | 14 czerwca 2022             |
| 2  | 2  | Ice Cream | Lody         | 15 listopada 2019  | 14 czerwca 2022             |
| 3  | 3  | Tattoos   | Tatuaże      | 22 listopada 2019  | 14 czerwca 2022             |
| 4  | 4  | Denim     | Denim        | 29 listopada 2019  | 14 czerwca 2022             |
| 5  | 5  | BBQ       | Grill        | 6 grudnia 2019     | 14 czerwca 2022             |
| 6  | 6  | Gaming    | Gry          | 13 grudnia 2019    | 14 czerwca 2022             |
| 7  | 7  | Bikes     | Rowery       | 20 grudnia 2019    | 14 czerwca 2022             |
| 8  | 8  | RVs       | Kemping      | 27 grudnia 2019    | 14 czerwca 2022             |
| 9  | 9  | Coffee    | Kawa         | 3 stycznia 2020    | 14 czerwca 2022             |
| 10 | 10 | Cosmetics | Kosmetyki    | 10 stycznia 2020   | 14 czerwca 2022             |
| 11 | 11 | Pools     | Baseny       | 17 stycznia 2020   | 14 czerwca 2022             |
| 12 | 12 | Jewelry   | Biżuteria    | 24 stycznia 2020   | 14 czerwca 2022             |

### Sezon 2 (2021–2022)
| №  | Nr | Tytuł       | Tytuł polski       | Premiera (Disney+) | Premiera w Polsce (Disney+) |
| -- | -- | ----------- | ------------------ | ------------------ | --------------------------- |
| 13 | 1  | Dogs        | Psy                | 12 listopada 2021  | 14 czerwca 2022             |
| 14 | 2  | Dance       | Taniec             | 12 listopada 2021  | 14 czerwca 2022             |
| 15 | 3  | Magic       | Magia              | 12 listopada 2021  | 14 czerwca 2022             |
| 16 | 4  | Fireworks   | Fajerwerki         | 12 listopada 2021  | 14 czerwca 2022             |
| 17 | 5  | Monsters    | Potwory            | 12 listopada 2021  | 14 czerwca 2022             |
| 18 | 6  | Tiny things | Miniaturowe rzeczy | 19 stycznia 2022   | 14 czerwca 2022             |
| 19 | 7  | Puzzles     | Łamigłówki         | 19 stycznia 2022   | 14 czerwca 2022             |
| 20 | 8  | Motorcycles | Motocykle          | 19 stycznia 2022   | 14 czerwca 2022             |
| 21 | 9  | Birthdays   | Urodziny           | 19 stycznia 2022   | 14 czerwca 2022             |
| 22 | 10 | Backyards   | Ogródki            | 19 stycznia 2022   | 14 czerwca 2022             |

## Produkcja

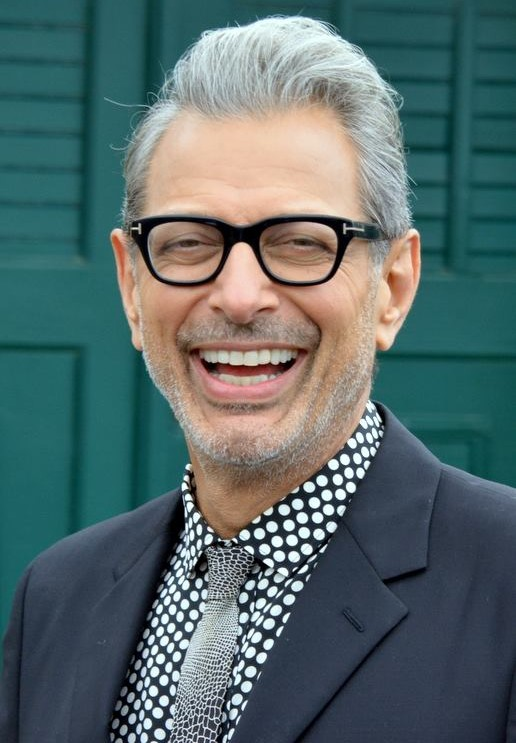
Jeff Goldblum, prowadzący i producent wykonawczy serialu

W kwietniu 2019 roku podczas prezentacji dla inwestorów The Walt Disney Company poinformowano, że przygotowywany jest przez National Geographic serial dokumentalny, The World According to Jeff Goldblum, którego prowadzącym będzie Jeff Goldblum. Ma on być jedną z produkcji oryginalnych tworzonych na potrzeby Disney+. Goldblum, Matt Renner, Jane Root, Peter Lovering, Arif Nurmohamed, Keith Addis zostali producentami wykonawczymi, a wyprodukowany został przez studia National Geographic i Nutopia. W styczniu 2020 roku zamówiono drugi sezon serialu.

## Odbiór

### Krytyka w mediach
Serial spotkał się z przeważnie pozytywną reakcją krytyków. W serwisie Rotten Tomatoes 82% z 22 recenzji uznano za pozytywne, a średnia ocen wystawionych na ich podstawie wyniosła 7,6/10. Na portalu Metacritic średnia ważona ocen z 8 recenzji wyniosła 64 punkty na 100.

### Nominacje
| Rok  | Ceremonia             | Kategoria                                                      | Nominowani                   | Rezultat  | Przypis |
| ---- | --------------------- | -------------------------------------------------------------- | ---------------------------- | --------- | ------- |
| 2020 | Primetime Emmy Awards | Najlepszy prowadzony dokumentalny program specjalny lub serial | Świat według Jeffa Goldbluma | Nominacja | [ 9 ]   |